# Carlo Frigerio (anarchico)
Carlo Frigerio (Berna, 7 marzo 1878 – Ginevra, 18 gennaio 1966) è stato un tipografo, giornalista, anarchico-sindacalista italiano naturalizzato svizzero.
Fu uno dei protagonisti del movimento anarchico in Svizzera.

## Biografia

### Nascita
Figlio naturale di Giuseppe Frigerio (*1858), di Varese, e di Maria Enrichetta Seelhofer (*1853), fu poi riconosciuto dal padre con un processo. Naturalizzato svizzero, originario di Gerzensee (Canton Berna) dal 1899.

### Infanzia e adolescenza in Italia
Abbandonato dai genitori, fu cresciuto dalla nonna materna Enrichetta Margherita Seelhofer, nata Stuber, che nel 1886 da Berna si trasferì a Milano.
A Milano frequentò le scuole elementari, poi una scuola commerciale internazionale in cui le materie erano insegnate in tedesco e, oltre alle conoscenze del francese insegnate dalla nonna, apprese la lingua italiana.
A causa della cattiva situazione finanziaria famigliare dovette lasciare gli studi e iniziò a lavorare come impiegato di commercio. Dal 1891 fu membro del Circolo di Studi Sociali, dove assistette alle conferenze organizzate da socialisti, repubblicani ed anarchici. Secondo la Questura è segnalata la sua amicizia con Sante Caserio, che avrebbe ospitato a casa sua, come pure la sua corrispondenza con Errico Malatesta, esiliato a Londra. Fu arrestato per alcuni giorni e sottoposto a sorveglianza. Nel 1898, in seguito agli scioperi e alla repressione che ne seguì, venne nuovamente arrestato, detenuto per alcuni mesi, fu espulso dall'Italia nell'agosto del 1898.

### Ritorno in Svizzera
Si stabilì di nuovo a Berna, dove nel 1899 dette alle stampe Il Canzoniere dei ribelli, che fece conoscere la canzone Addio Lugano bella di Pietro Gori. Assieme a Luigi Bertoni e Emile Held, pubblicò nel dicembre 1899 l'Almanacco socialista anarchico per l'anno 1900, in cui fu riprodotto l'appello di Malatesta "Contro la monarchia" e un articolo contro il municipale socialista Thiébaud, che aveva ordinato la repressione degli scioperi a Ginevra. Arrestati per alcuni giorni a Berna, i tre anarchici verranno processati - dietro forti pressioni del governo italiano - e saranno infine assolti dal Tribunale federale di Losanna nel maggio 1900.

### Attività anarchica in Europa dal 1900 al 1945
Si trasferì a Zurigo per alcuni mesi, poi nel 1901 emigrò a Londra, dove divenne redattore di Lo Sciopero generale / La Grève générale (1902) e di La Rivoluzione sociale (1903) e collaborò al numero unico La Settimana sanguinosa (1903).
Nel maggio 1905 si trasferì a Parigi, dove tra l'altro scrisse un articolo "Perché entriamo nei sindacati" nel numero unico Verso l'emancipazione pubblicato da Malatesta. Espulso in seguito alle manifestazione del Primo maggio 1906, riparò in Belgio, e nell'agosto 1907 partecipò al Congresso anarchico internazionale di Amsterdam, come membro della rappresentanza britannica. Espulso anche dal Belgio, ritornò a Londra nel luglio del 1908. Nel 1909 rientrò in Svizzera, a Ginevra, e collaborò al Risveglio/Réveil, e ad altri periodici italiani anarchici, come La Protesta umana e Il Grido della Folla, recandosi di sovente a Londra, Parigi e Bruxelles per mantenere i contatti con gli anarchici di questi paesi che aveva conosciuto.
Nel 1910 si stabilì a Parigi, lavorando come direttore commerciale (nonostante il precedente decreto di espulsione dalla Francia, il 1.10.1910 ebbe un regolare permesso di soggiorno e dal 20 marzo 1911 al 31 agosto 1914 risulta impiegato presso la ditta Cuirs e Peaux, M. Tedeschi, Levallois-Paris). Collaborò sempre saltuariamente a Le Réveil/Il Risveglio di Ginevra e al settimanale del sindacalismo rivoluzionario romando La Voix du Peuple di Losanna. Nel settembre del 1914 fu arrestato con l'accusa di spionaggio. Scarcerato, nel febbraio del 1915 si recò a Londra, dove nel mese di marzo sottoscrisse con Malatesta, Bertoni, Emma Goldman e altri il Manifesto internazionale anarchico contro la guerra. Fu espulso dall'Inghilterra nell'aprile del 1919, dopo essere stato detenuto per sei settimane per mancata dichiarazione di cambiamento di indirizzo e perché sospettato di aver stampato falsi passaporti spagnoli.
Rientrò a Ginevra, dove nel maggio del 1919 prese posizione contro la Russia bolscevica, simile a un' "immensa caserma" (Il Risveglio, 1.5.1919).
Nel novembre del 1919 - chiamato dai compagni anarchici italiani anche per le sue ottime conoscenze linguistiche (italiano, tedesco, francese, inglese) - si stabilì di nuovo a Milano, diventando redattore di Umanità Nova, occupandosi in particolare di politica estera. Il 17 ottobre 1920 fu arrestato con Malatesta; scarcerato il primo di novembre, fu poi coinputato nell'istruttoria per "cospirazione contro i poteri dello stato", aperta nel 1921 nei confronti dei redattori e di alcuni dei principali collaboratori di Umanità Nova. Fu assolto nel mese di marzo, ma restò pur sempre detenuto per "sospetti di complicità con i responsabili" della strage del Diana e venne liberato solo il 23 giugno. Trasferitasi la redazione di Umanità Nova a Roma, si stabili nella capitale italiana. Nonostante l'avvento del fascismo, rimase in Italia e a partire dal 1924 fu redattore della rivista malatestiana Pensiero e Volontà.
Con l'intensificarsi della repressione, riparò a Torino, poi a Marsiglia, e infine definitivamente a Ginevra nel 1927. Qui, oltre a collaborare con Luigi Bertoni e al quindicinale Il Risveglio, curò L'Almanacco libertario pro vittime politiche, pubblicato annualmente dal 1929 al 1941 e aiutò concretamente anche degli esuli antifascisti.
Nel 1928 sposò Alina Plantino, la sua compagna conosciuta nel 1925, che divenne Aline Frigerio.
Nel 1935 partecipò, in rappresentanza dei compagni anarchici in Svizzera, ad un convegno d'intesa degli anarchici italiani emigrati in Europa, svoltosi segretamente a Sartrouville (Francia), e fu nominato membro del Comitato anarchico d'azione rivoluzionaria, insieme con Camillo Berneri, Leonida Mastrodicasa, Gusmano Mariani, Umberto Marzocchi e Bernardo Cremonini.
Dal 1933 al 1937 fu presidente della sezione ginevrina della Federazione svizzera dei tipografi, fu pure membro della Lega italiana dei diritti dell'uomo (LIDU) su incarico della quale scrisse un manifesto duramente critico verso la Società delle Nazioni, per la debolezza dimostrata nei confronti dell'attacco italiano all'Etiopia. Sempre attivo nel tenere collegamenti in Francia, si recò con la sua compagna Aline in Spagna durante la rivoluzione (a Barcellona dal 18 agosto 1936 per più settimane), dove fu redattore di Espagne antifasciste e di Solidaridad Obrera. Nel 1938 pubblicò Il lavoro attraente di Camillo Berneri e Gli anarchici e la Rivoluzione spagnola di Luce Fabbri e Diego Abad de Santillãn nella Biblioteca di coltura libertaria di Ginevra. Dal 1939 aiutò i compagni anarchici nei campi profughi in Francia.

### Secondo dopoguerra
Nel secondo dopoguerra, dopo la morte di Bertoni nel gennaio del 1947, fu redattore responsabile della rivista anarchica Il Risveglio anarchico/Le Révéil anarchiste, periodico mensile bilingue. Sospesa la pubblicazione nel 1950, la rivista, sempre bilingue - con Carlo Frigerio, Pietro Ferrua e Claudio Cantini responsabili per la parte italiana - riprese agli inizi del 1957 per poi chiudere definitivamente nel 1960.
Morì a Ginevra il 18 gennaio del 1966.

## Traduzioni
- Traduzione in italiano dal francese (a partire da una traduzione dal tedesco in francese di Otto Karmin) di Paul Eltzbacher, L'anarchismo (corredata da note aggiuntive e di una prefazione doveva essere pubblicata alla fine del 1926 o nel 1927, ma per motivi ignoti sarà pubblicata in italiano unicamente nel 1967, un anno dopo la morte di Carlo Frigerio; il dattiloscritto fu consegnato da sua moglia Aline alla rivista Volontà, nella quale sarà poi pubblicato a puntate).
- Con Paolo Flores, traduzione di Max Nettlau, Bakunin e l'Internazionale in Italia, Edizioni del Risveglio, Ginevra, 1928.